# Stenomacrus exsertor
Stenomacrus exsertor är en stekelart som beskrevs av Aubert 1981. Stenomacrus exsertor ingår i släktet Stenomacrus och familjen brokparasitsteklar. Inga underarter finns listade i Catalogue of Life.